# Linus Sandgren
Linus Sandgren, właśc. Nils Theo Linus Sandgren (ur. 5 grudnia 1972 w Sztokholmie) – szwedzki operator filmowy. Laureat Oscara i nagrody BAFTA za najlepsze zdjęcia do filmu La La Land (2016) Damiena Chazelle'a.

## Filmografia
- 2005: Sztorm (Storm)
- 2010: Inkarnacja (Shelter)
- 2012: Promised Land
- 2013: American Hustle
- 2014: Podróż na sto stóp (The Hundred-Foot Journey)
- 2015: Joy
- 2016: La La Land
- 2017: Wojna płci (Battle of the Sexes)
- 2018: Pierwszy człowiek (First Man)
- 2018: Dziadek do orzechów i cztery królestwa (The Nutcracker and the Four Realms)
- 2021: Nie czas umierać (No Time to Die)
- 2021: Nie patrz w górę (Don't Look Up)
- 2022: Babilon (Babylon)
- 2023: Saltburn